# Смешанная парная сборная Китая по кёрлингу на колясках
Смешанная парная сборная Китая по кёрлингу на колясках — смешанная национальная сборная команда (составленная из одного мужчины и одной женщины), представляет Китай на международных соревнованиях по кёрлингу на колясках. Управляющей организацией выступает Ассоциация кёрлинга Китая (кит. 冰壺協會中國, англ. Chinese Curling Association).

## Результаты выступлений

### Чемпионаты мира
| Год  | Место          | Игры           | Победы         | Поражения      | Состав (женщина, мужчина, тренер)      |
| ---- | -------------- | -------------- | -------------- | -------------- | -------------------------------------- |
| 2022 | не участвовали | не участвовали | не участвовали | не участвовали | не участвовали                         |
| 2023 | 4              | 11             | 9              | 2              | Ван Мэн, Чэнь Цзяньсин, тренер: Ru Xia |
| 2024 | 2              | 9              | 7              | 2              | Ван Мэн, Ян Цзиньцяо, тренер: Ru Xia   |
| 2025 | 10             | 6              | 4              | 2              | Ван Мэн, Ян Цзиньцяо, тренер: Ru Xia   |

(данные отсюда:)